# Streptomyces clavuligerus
Streptomyces clavuligerus Higgens & Kastner, 1971 è un batterio Gram-positivo appartenente al genere Streptomyces; ha la capacità di produrre acido clavulanico, principio attivo di vari antibiotici e usato anche in combinazione con l'amoxicillina.
Il batterio fu isolato e descritto per la prima volta da Higgens e Kastner nel 1971, a seguito del prelievo di un campione di terreno prelevato in America meridionale. Deve il nome alla forma delle ife (condivide infatti alcuni aspetti morfologici e funzionali con i funghi unicellulari) che costituiscono il suo micelio vegetativo (ossia contenente spore); tali ife ricordano una clava (clavula, cioè "piccola mazza" e igerus, "aspetto"). Le spore di S. clavuligerus vanno dal colore verde al grigio-verdognolo.
S. clavuligerus produce oltre 20 metaboliti secondari, tra cui varie sostanze antibiotiche di tipo beta-lattamico, come l'acido clavulanico (che prende il nome dal batterio), la cefamicina C, la deacetossicefalosporina C e la penicillina N (la quale è un prodotto intermedio nel processo di sintesi della stessa cefamicina C). Tra i metaboliti secondari non-beta lattamici figurano, ad esempio, l'olomicina e un complesso antibiotico simile alla tunicamicina.
Dal punto di vista metabolico, una caratteristica di S. clavuligerus è l'incapacità di utilizzare il glucosio come fonte di carbonio per i propri processi biochimici, poiché non possiede un sistema di trasporto del glucosio. Il batterio possiede, peraltro, tutti gli enzimi coinvolti nel ciclo metabolico dell'urea; ciò è molto inusuale per un organismo procariotico. Non è chiaro, tuttavia, se nel batterio avvenga effettivamente il ciclo dell'urea.